# Csizmás kandúr (mese)

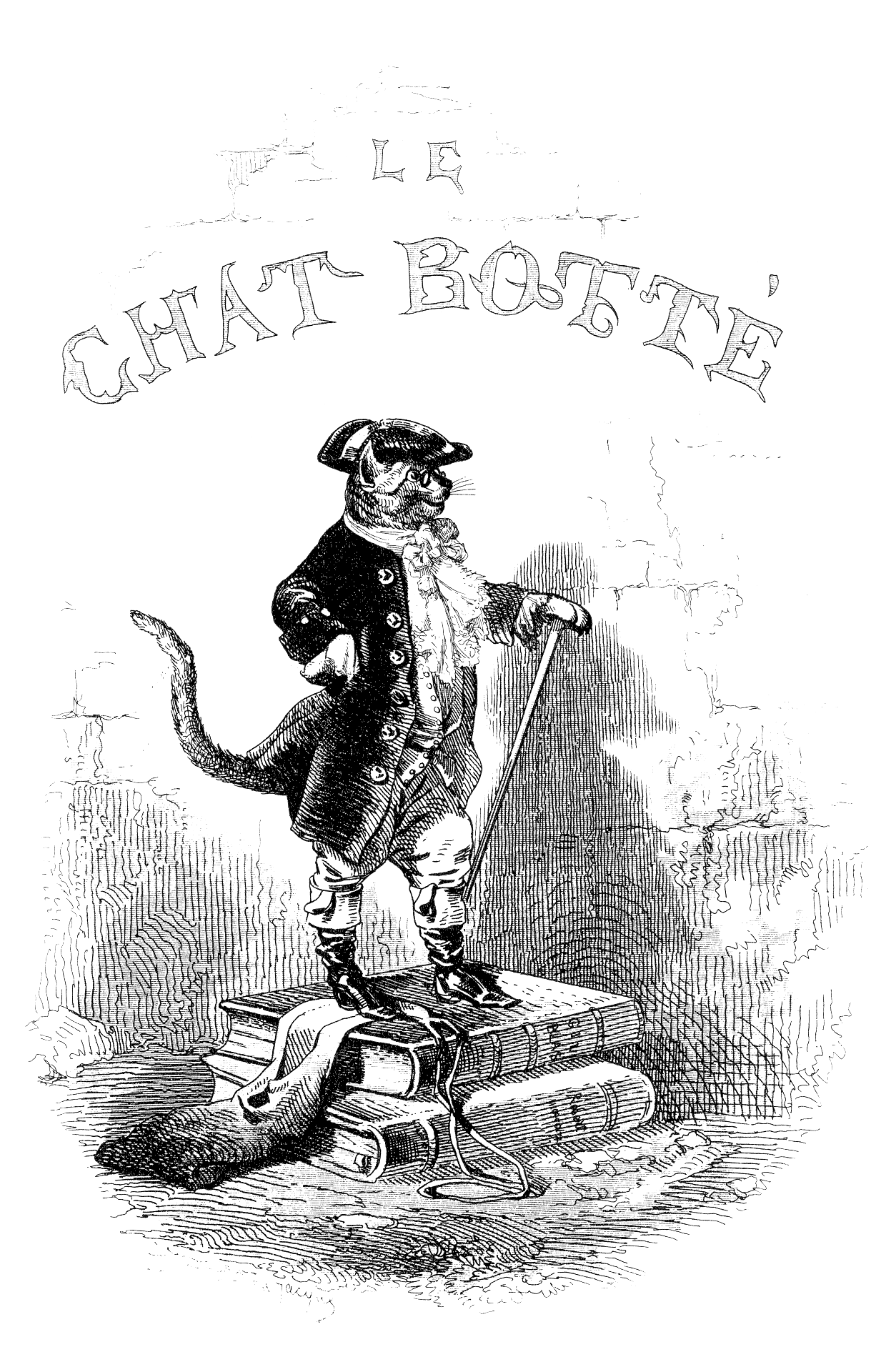
Csizmás kandúr

A Csizmás kandúr (franciául: Le Maître Chat, ou Le Chat Botté) európai tündérmese, melynek legismertebb változatát Charles Perrault írta le és jelentette meg Lúdanyó meséi (Ma mère l'Oye) című kötetében 1697-ben.

## Cselekmény
Élt egy molnár, akinek három fia volt. Miután a molnár meghalt, a legnagyobb fiára a malmát, a középsőre a szamarát, a legkisebbre pedig a macskáját hagyta. A legkisebb fiú nem volt örökségével megelégedve, ám a macska hirtelen megszólalt, és arra kérte, vegyen neki egy pár csizmát meg egy tarisznyát. Miután a fiú teljesítette kívánságát, a macska elment az erdőbe nyúlra vadászni, és a zsákmányt a királynak ajándékozta azzal, hogy ura, Karabunkó (Carabas) márki küldte, majd az ajándékozást többször is megismételte. Egyszer, mikor a király és a lánya sétakocsikázásra indult, a macska arra utasította a fiút, hogy vetkőzzön meztelenre, és ugorjon bele a tóba. A ruháját elrejtette, és amikor a királyi hintó a tóhoz ért, a macska azt mondta a királynak, hogy gazdáját rablók támadták meg, és kifosztották, miközben fürdött. A király fényes ruhákat hozatott a márkinak, és a hintóba ültette. A királylánynak nagyon megtetszett a legény. A macska a hintó útján előreszaladt, és a réten kaszáló embereket megfenyegette, hogy a királynak mondják azt, hogy a föld Karabunkó márkié. Ugyanezt tette egy búzatáblánál aratókkal is és további földeken. A király érdeklődésére ezért mindenhol azt felelték, hogy a föld a márkié. A kandúr végül egy kastélyhoz ért, ahol egy óriás (ogre) lakott. Az óriás nagy ereje kapcsán a kandúr hízelgésbe kezdett, és arra kérte, hogy mutassa meg neki képességét. Az óriás ennek eleget téve először oroszlánná, majd egérré változott. A kandúr rávetette magát az egérre, és felfalta. Amikor a királyi hintó a kastélyhoz ért, a kandúr már várta őket, és azt mondta, az Karabunkó kastélya. A király végül feleségül adta lányát a molnárlegényhez (márkihoz).

## Változatok
A történetnek több változata ismert. Giambattista Basile 1600-as években megjelent Pentameron című könyvében Cafliuso címmel szerepel;  ebben a verzióban a macska nőstény. A 19. században a Grimm testvérek gyűjtésében is megjelent a történet, amelyet Wilhelm Grimm egy hugenotta családból származó nőtől, Jeanette Hassenpflugtól hallott. Az 1857-es kiadásból a mesét kihagyták.

## Feldolgozások
Az egyik népszerű feldolgozása a történetnek Fredd Ladd és Kimio Yabuki 1969-ben készült animéje, A klasszikus Csizmás Kandúr. A csizmás kandúr alakja több műben is előfordul, például Csajkovszkij Csipkerózsika című balettjében, vagy a Shrek filmekben.
Angela Carter 1979-ben A kínkamra és más történetek (The Bloody Chamber) címen megjelent  novelláskötetében Csizmás kandúr története – más mesékkel együtt –felnőtt, erotikus verzióban jelenik meg.